# Odontochodaeus steineri
Odontochodaeus steineri là một loài bọ cánh cứng trong họ Ochodaeidae. Loài này được Paulian miêu tả khoa học đầu tiên năm 1992.